# Favolaschia selloana
Favolaschia selloana är en svampart som beskrevs av Henn. 1897. Favolaschia selloana ingår i släktet Favolaschia och familjen Mycenaceae.   Inga underarter finns listade i Catalogue of Life.